# Mieczyslaw Kolinski
Mieczyslaw Kolinski (geboren 5. September 1901 in Warschau, Russisches Kaiserreich; gestorben 8. Mai 1981 in Toronto, Kanada) war ein Musikethnologe, Musiktheoretiker, Komponist, Pianist und Musikpädagoge, der 1933 aufgrund seiner jüdischen Abstammung vor den Nationalsozialisten aus Deutschland fliehen musste.

## Biografie
Mieczyslaw Kolinski wuchs in Hamburg auf und ging zum Studium nach Berlin. Dort studierte er Klavier und Komposition an der Hochschule für Musik sowie Musikwissenschaft, Psychologie und Anthropologie an Berliner Universität und wurde promoviert. Sein erstes Klavierkonzert führte er mit dem Oldenburgischen Philharmonischen Orchester auf. Von 1926 bis 1933 arbeitete er am Berliner Phonogramm-Archiv.  
Nach der Machtübergabe an die Nationalsozialisten 1933 floh er in die Tschechoslowakei und von dort 1938 nach Belgien, wo er die deutsche Judenverfolgung im Zweiten Weltkrieg überlebte. Er heiratete Edith van den Berghe.
1951 ging Kolinski in die USA, wo er die Society for Ethnomusicology mitbegründete und als Herausgeber und Musiktherapeut arbeitete. 1966 zog er nach Kanada, um an der University of Toronto Musikethnologie und Akustik zu lehren.